# Traian Grozăvescu
Traian Grozăvescu (n. 21 noiembrie 1895, Lugoj, Comitatul Caraș-Severin, Austro-Ungaria – d. 15 februarie 1927, Viena, Republica Austriacă) a fost un tenor român.

## Biografie
Acesta s-a născut la Lugoj, comitatul Caraș-Severin, Austro-Ungaria (actual: județul Timiș, România). A urmat Facultatea de Drept la Budapesta unde începe în 1914 și cursurile Academiei de Muzică. Debutează la Cluj în 1919 unde obține succes după succes. Pleacă la Viena în martie 1923 și cu vocea sa excepțională este pe rând angajat de Operele din Viena, Budapesta, Berlin. Câștigă stima unor muzicieni celebri precum Richard Strauss, Arturo Toscanini, Pietro Mascagni, Franz Schalk. Pe 14 februarie 1927 tenorul cântă pentru ultima dată pe scena operei din Viena, în Rigoletto. Peste numai 5 zile, pe 19 februarie, într-un acces de gelozie, este ucis cu un glonte de revolver de către soția sa, Nelly. Grozăvescu urma să cânte peste o lună la Metropolitan Opera din New York. Este înmormântat în cimitirul ortodox din Lugoj.
Teatrul Municipal din Lugoj poartă numele tenorului, aici organizându-se și Concursul Internațional de canto „Traian Grozăvescu”.